# Đế quốc Ottoman
Đế quốc Ottoman còn được gọi là Đế quốc Osman (/ˈɒtəmən/; tiếng Ottoman Turkish: دولت عليه عثمانيه Devlet-i ʿAlīye-i ʿOsmānīye, n.đ. '"Nhà nước Ottoman Tối cao"'; tiếng Thổ Nhĩ Kỳ: Osmanlı İmparatorluğu or Osmanlı Devleti; tiếng Pháp: Empire ottoman) hay Đế quốc Thổ Nhĩ Kỳ, là một Đế quốc trải rộng xuyên suốt Nam Âu, Trung Đông và Bắc Phi từ thế kỷ 14 cho tới đầu thế kỷ 20. Đế quốc được hình thành từ thành phố Söğüt ở phía Tây Bắc của bán đảo Tiểu Á vào thế kỷ 13 bởi bộ tộc những người Turkoman dưới sự lãnh đạo của Osman I. Năm 1354, họ tiến vào châu Âu, thâu tóm toàn bộ vùng Balkan. Sau đó, họ chấm dứt sự tồn tại của Đế quốc Byzantine sau khi sultan Mehmed II chinh phục Constantinopolis.
Ottoman đạt cực thịnh về chính trị, kinh tế, quân sự, xã hội và khoa học dưới sự trị vì của Suleiman Đại đế. Tới thế kỷ 17, đế quốc bao gồm 32 tỉnh và các vùng chư hầu. Một số vùng được sáp nhập vào đế quốc, số khác được trao quyền tự trị. Thành phố Constantinople (nay là Istanbul) được chọn là Thủ đô bao quát toàn bộ khu vực Địa Trung Hải, biến đây thành nơi giao thương quan trọng nhất giữa hai lục địa Á–Âu.
Nhiều nhà sử học hiện đại không đồng tình với quan điểm rằng Ottoman bắt đầu suy thoái sau thời kỳ của Suleiman. Các nhà nghiên cứu cho rằng đế quốc vẫn duy trì được nền kinh tế và quân sự hùng mạnh tới tận thế kỷ 18. Tuy nhiên sau một thời gian dài hòa bình từ 1740 tới 1768, Ottoman bắt đầu tụt hậu so với những cường quốc láng giềng là Quân chủ Halsburg và Đế quốc Nga. Họ tham chiến và thất bại liên tục trong các thế kỷ 18 và 19. Hy Lạp là quốc gia đầu tiên giành được độc lập và tách khỏi Đế quốc sau các Hiệp ước Luân Đôn (1830) và Hiệp ước Constantinopolis (1832). Sự kiện này là tiền đề cho Chiến tranh Ai Cập – Ottoman (1831–1833), và thất bại buộc Ottoman phải tiến hành cuộc cải cách và hiện đại hóa toàn diện có tên Tanzimat. Cuộc cải cách giúp đế quốc lấy lại được sức mạnh và tiềm lực vốn có, cho dù phải đánh đổi bằng nhiều thất bại quân sự và mất đi nhiều phần lãnh thổ, đặc biệt ở khu vực Balkan.
Các hoạt động của Đảng Ủy ban Liên minh và Phát triển (CUP) đã góp phần tạo nên Cách mạng những người Thổ trẻ tuổi (1908), thay đổi Hiến pháp và chính thức thành lập nên đế quốc Ottoman theo hình thức quân chủ lập hiến. Nhà nước cho phép bầu cử đa đảng, tuy nhiên thất bại thảm hại tại Các cuộc chiến tranh Balkan đã tạo điều kiện để CUP thực hiện Đảo chính Ottoman vào năm 1913, đưa đế quốc trở thành chế độ độc đảng. CUP liên minh với Đế quốc Đức nhằm lấy lại những vùng đất đã mất. Điều này dẫn tới Thế chiến thứ nhất và sự ra đời của Liên minh Trung tâm. Nếu như Ottoman dễ dàng kiểm soát được mặt trận châu Âu, họ lại sao nhãng các vấn đề nội bộ khiến các nhóm nổi dậy hoạt động mạnh mẽ tại khu vực bán đảo Ả Rập. Sau đó, Ottoman còn gây nên các cuộc diệt chủng tại Assyria, Armenia và Hy Lạp. Thất bại trước Khối Đồng minh cùng những hệ lụy của Thế chiến thứ nhất khiến họ mất hầu hết lãnh thổ về Pháp và Vương quốc Liên hiệp Anh và Bắc Ireland. Sau khi Kemal Atatürk lãnh đạo thành công Chiến tranh giành độc lập Thổ Nhĩ Kỳ lật đổ sự chiếm đóng của các quốc gia Đồng Minh, Nhà nước Cộng hòa Thổ Nhĩ Kỳ ra đời, và chính thức chấm dứt chế độ Quân chủ Ottoman sau 623 năm tồn tại.

### Khởi đầu (1299-1453)

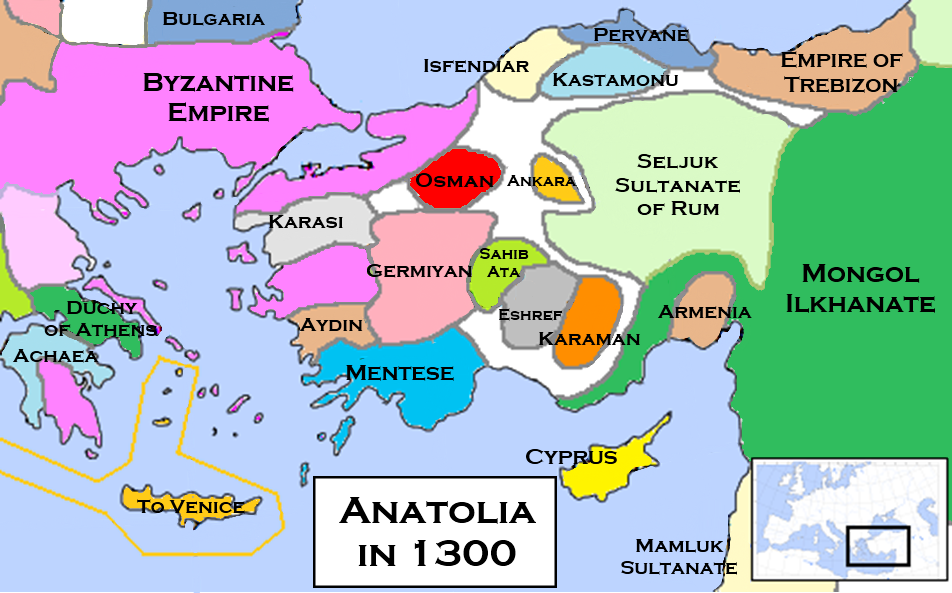
Đế quốc Ottoman (màu đỏ) cùng với các quốc gia ở Tiểu Á năm 1300

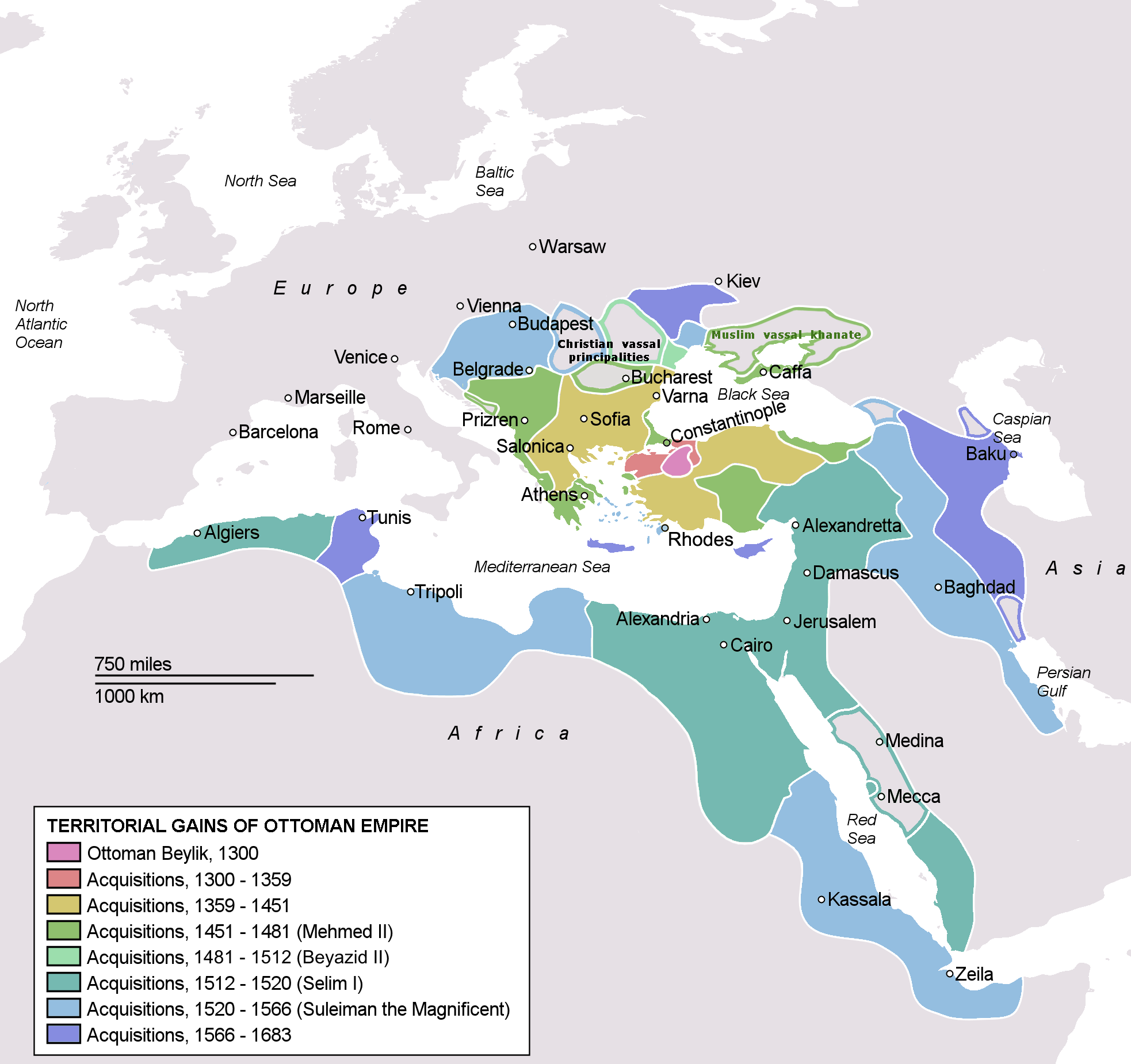
Lãnh thổ của Đế quốc Ottoman từ lúc khởi lập đến năm 1683.

#### Các cuộc mở mang và cực điểm (1453-1566)

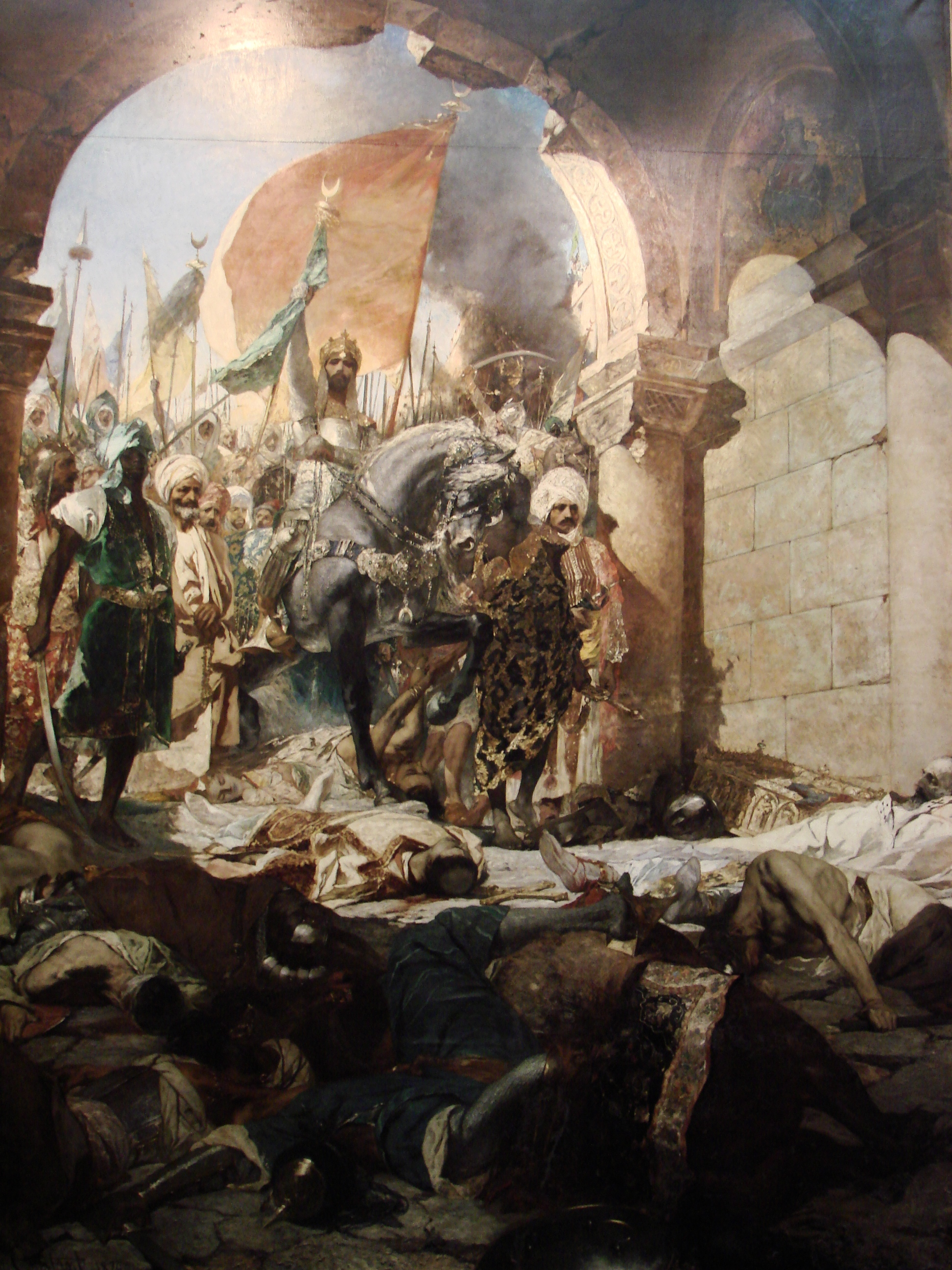
Mehmed II và đội quân chiến thắng tại Constantinople, họa phẩm của Musée des Augustins Toulouse

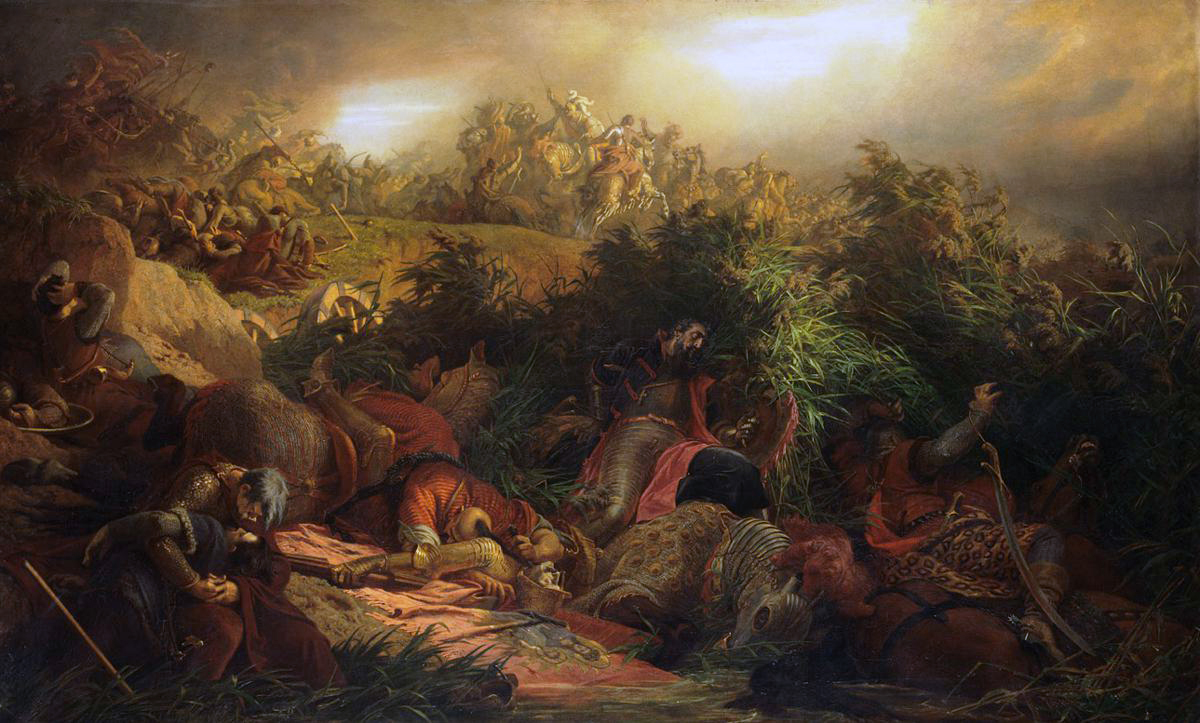
Trận Mohács (1526) là cuộc xâm lược Hungary của Ottoman

#### Dấu hiệu suy yếu và sự hồi phục (1566-1683)

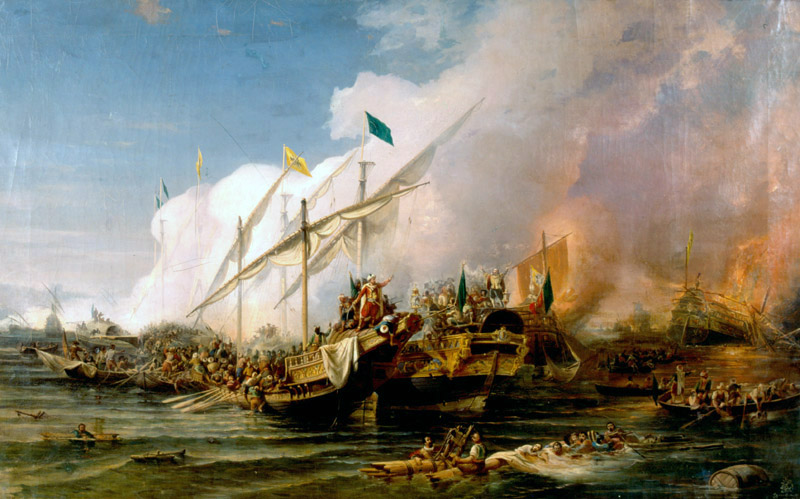
Hạm đội Ottoman do Barbarossa Hayreddin Pasha chỉ huy đánh thắng hạm đội Liên minh Thần thánh ở Âu Châu do Andrea Doria chỉ huy tại Trận Preveza năm 1538.

Hạm đội Liên minh Thần thánh do Don Juan nước Áo chỉ huy đánh tan hạm đội Ottoman do Muezzinzade Ali Pasha chỉ huy trong trận Lepanto năm 1571.

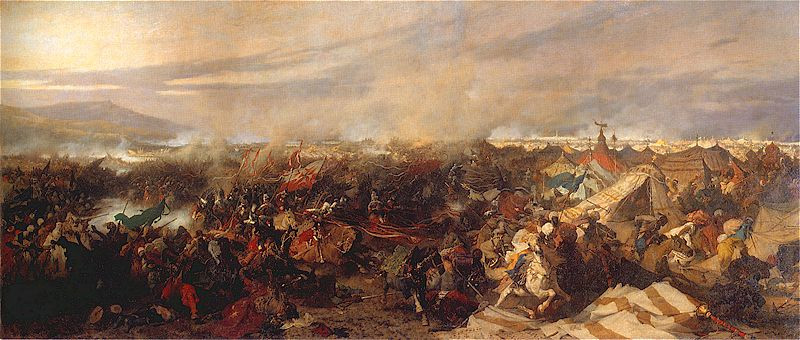
Cuộc bao vây Wien lần hai, năm 1683.

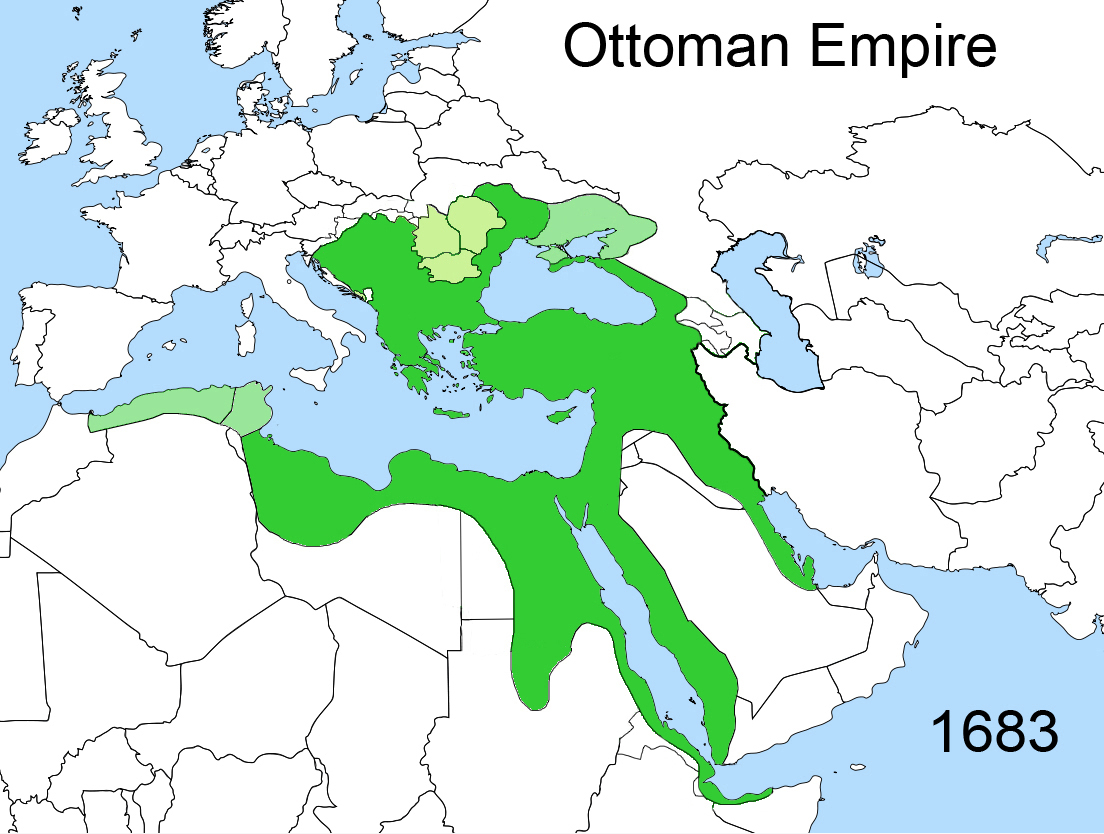
Lãnh thổ cực thịnh của Đế quốc Ottoman vào năm 1683

### Trì trệ và cải tổ (1699-1827)

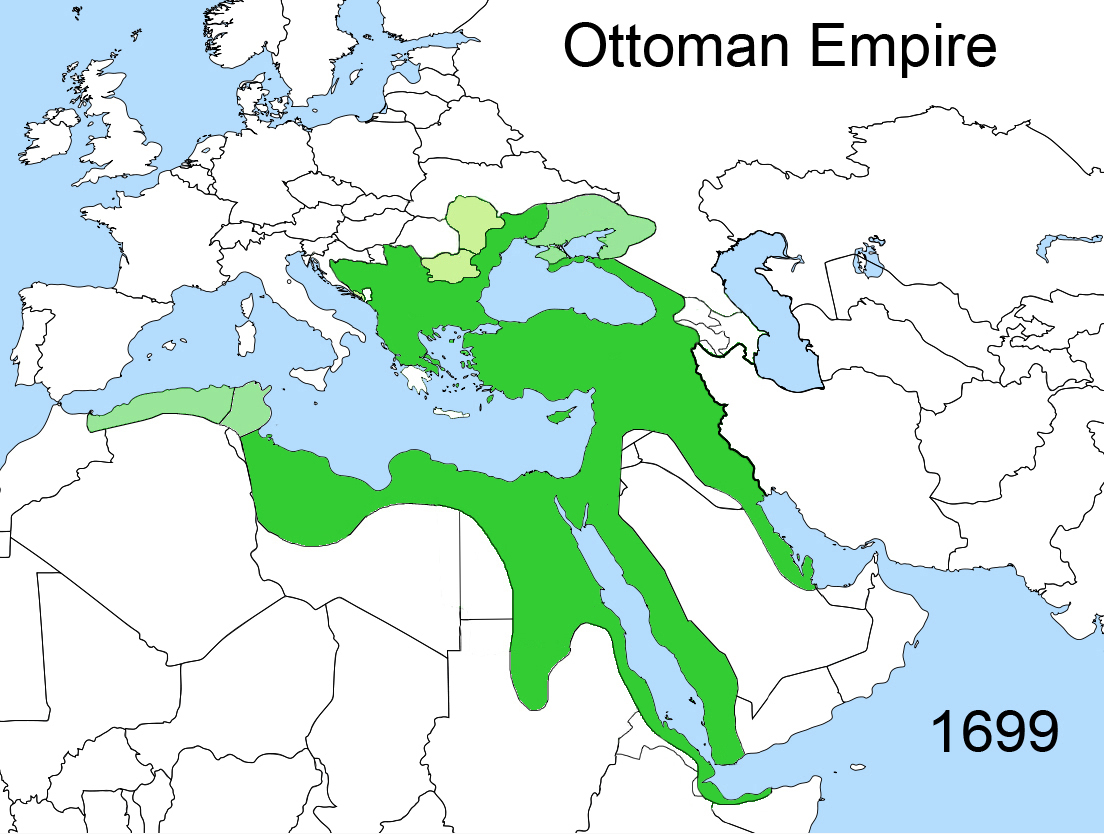
Đế quốc Ottoman vào năm 1699

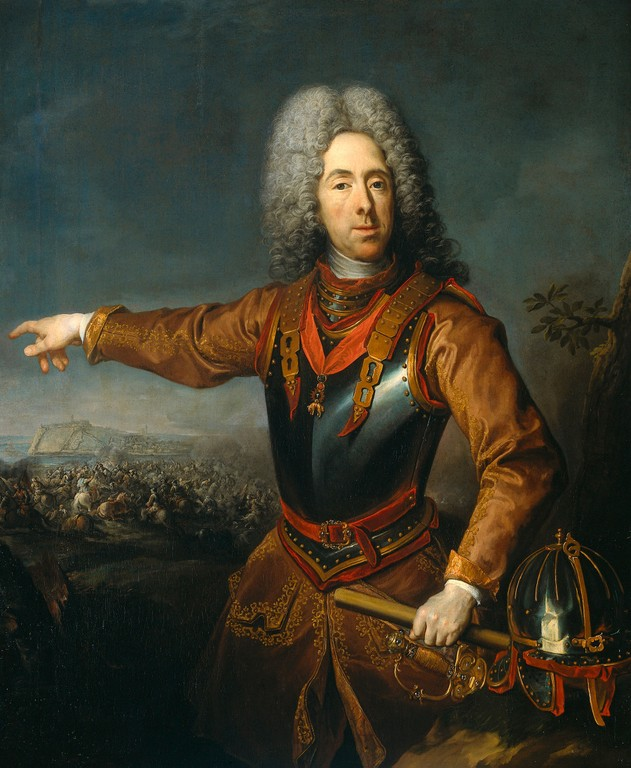
Vương công Eugène de Savoie-Carignan đã đánh tan tác quân Thổ Nhĩ Kỳ tại Beograd, buộc Sultan phải giảng hòa.

### Suy vong và hiện đại hóa (1828-1908)

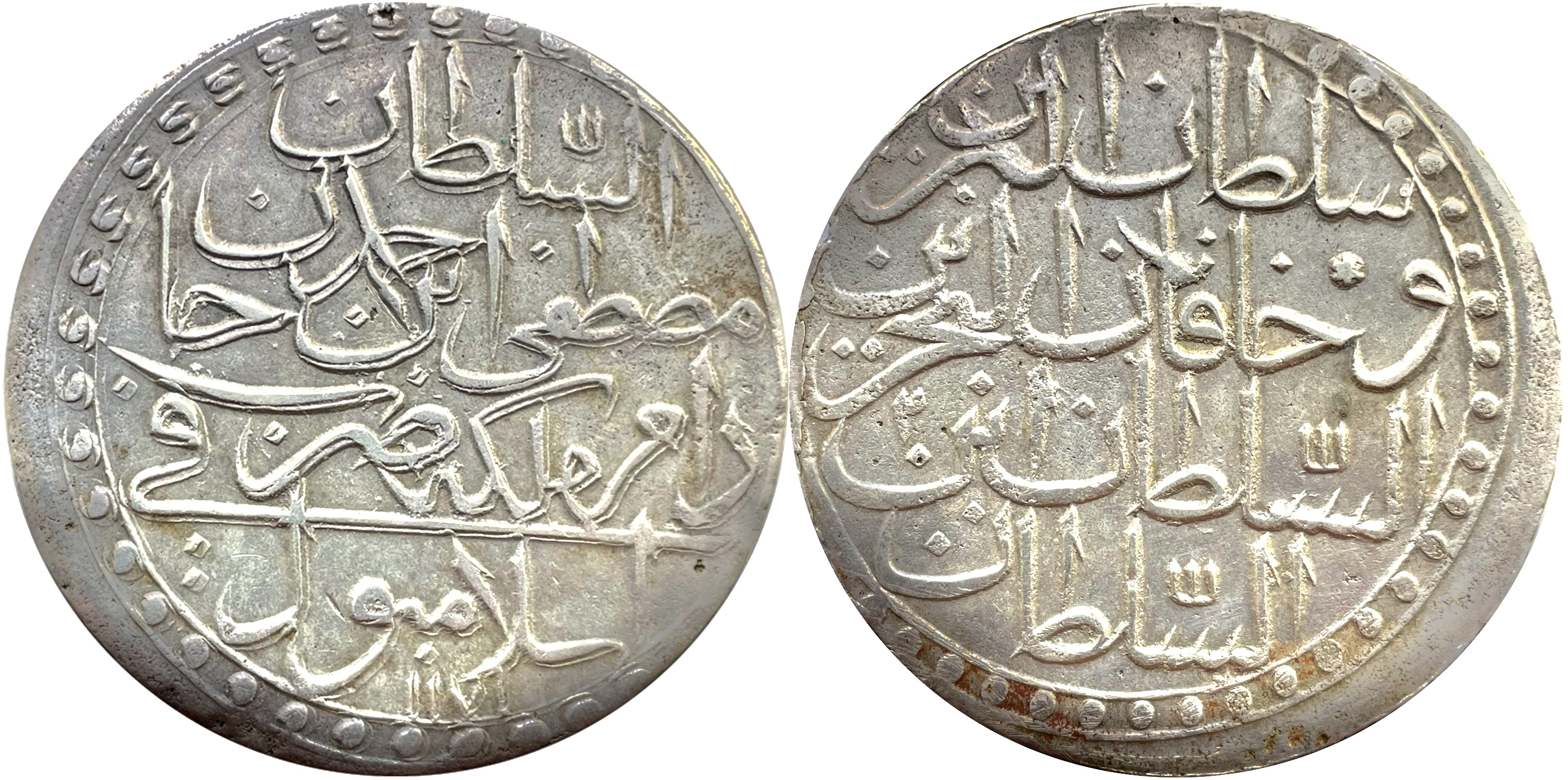
Xu bạc: 2 Zolota Đế chế Ottoman được đúc dưới thời Mustafa III, 1759

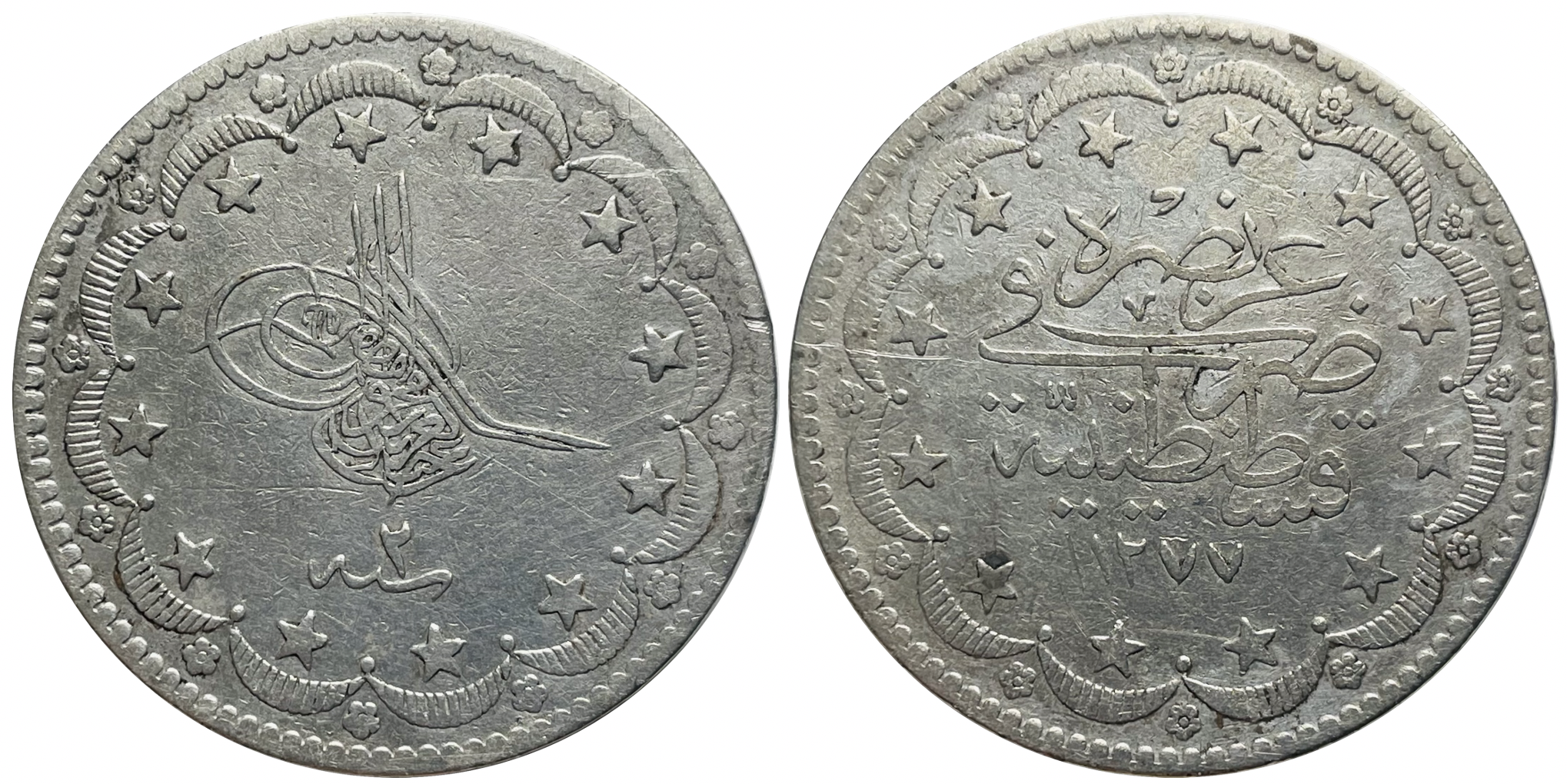
Xu bạc 20 kurus Abdulaziz, đúc năm 1862

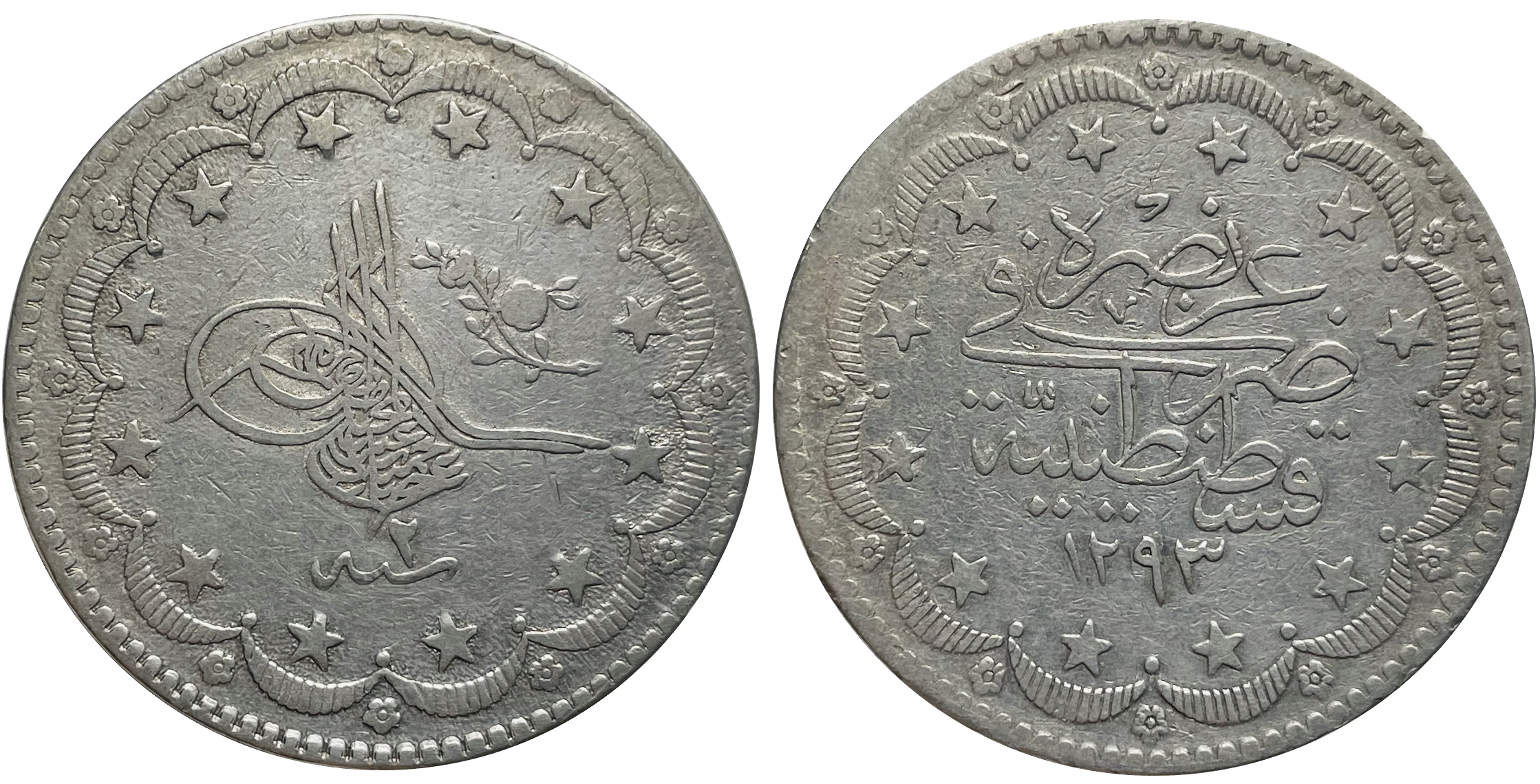
Xu bạc 20 kurus Abdul Hamid II, đúc năm 1877

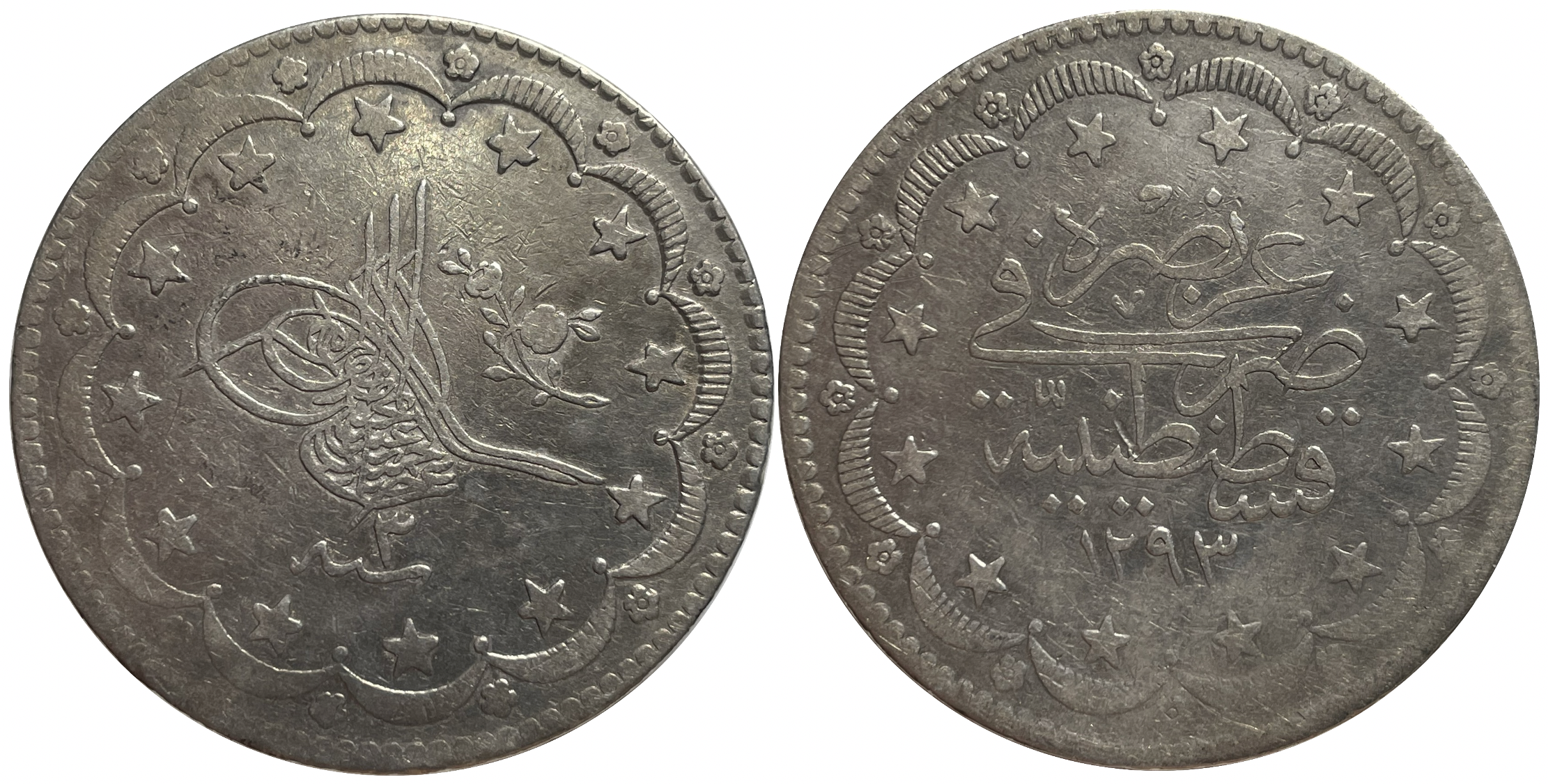
Xu bạc 20 kurus Abdul Hamid II, đúc năm 1878

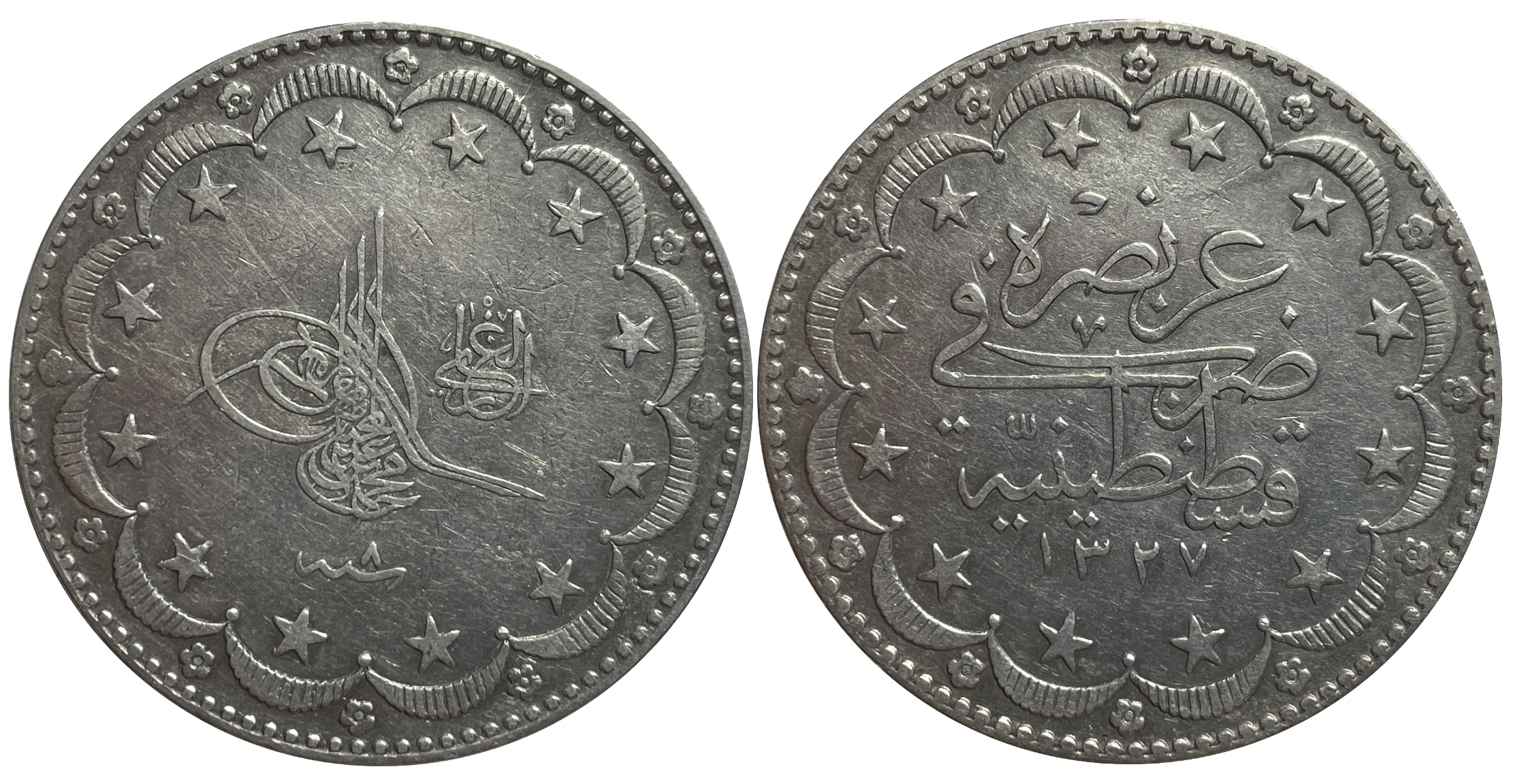
Xu bạc 20 kurus Mehmed V, đúc năm 1916

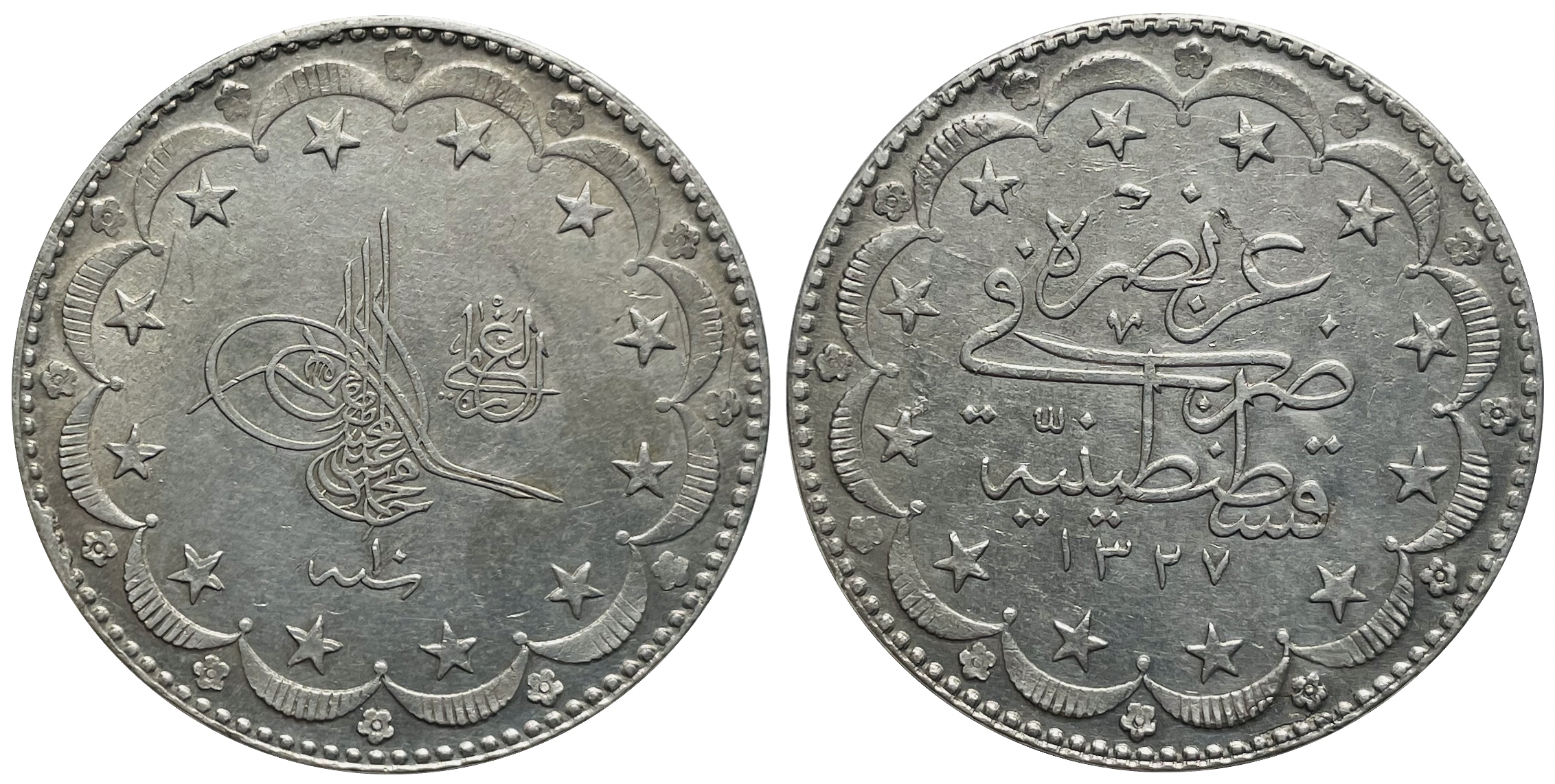
Xu bạc 20 kurus Mehmed V, đúc năm 1918

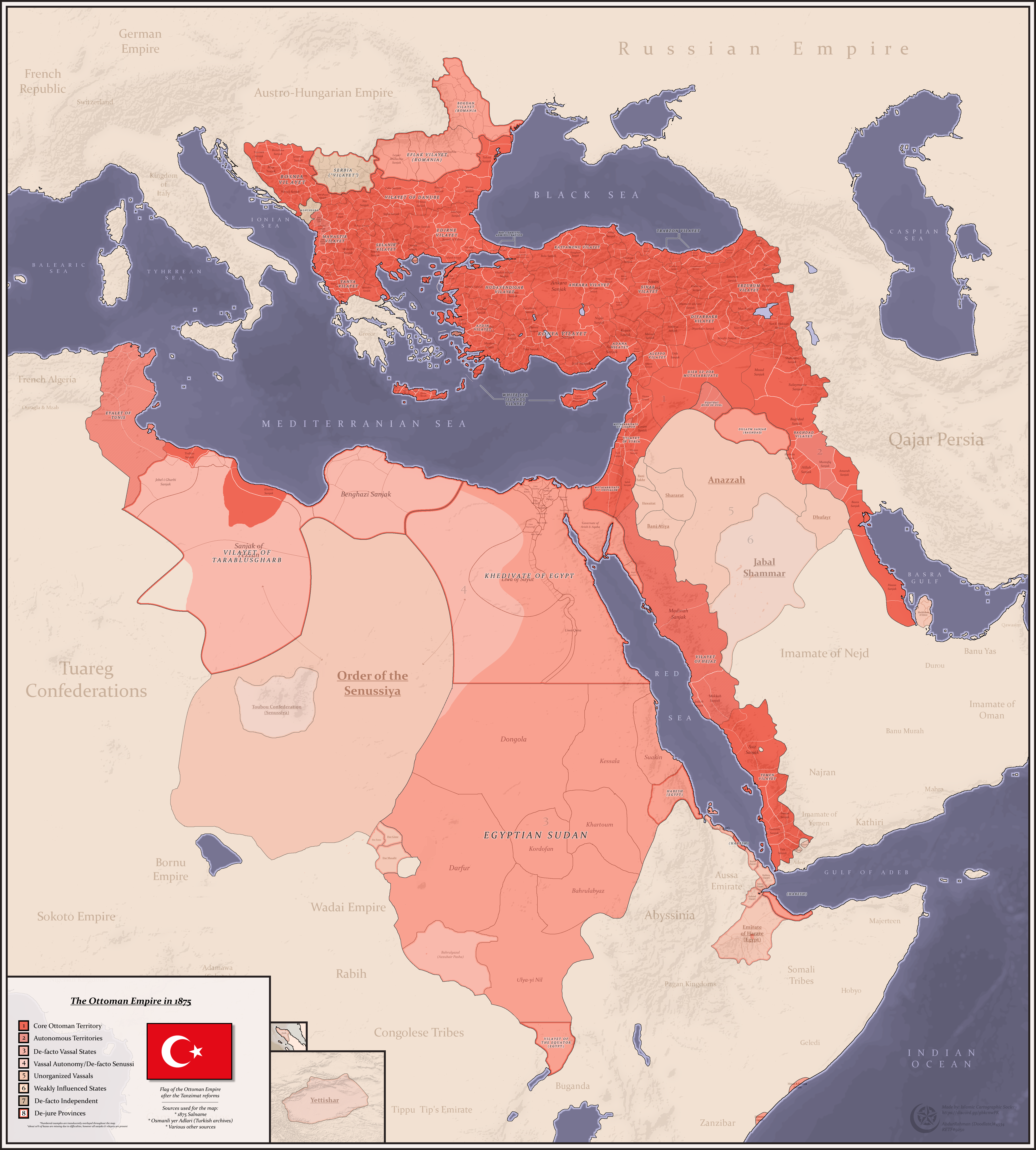
Đế quốc Ottoman vào năm 1875

### Tan rã (1908-1923)

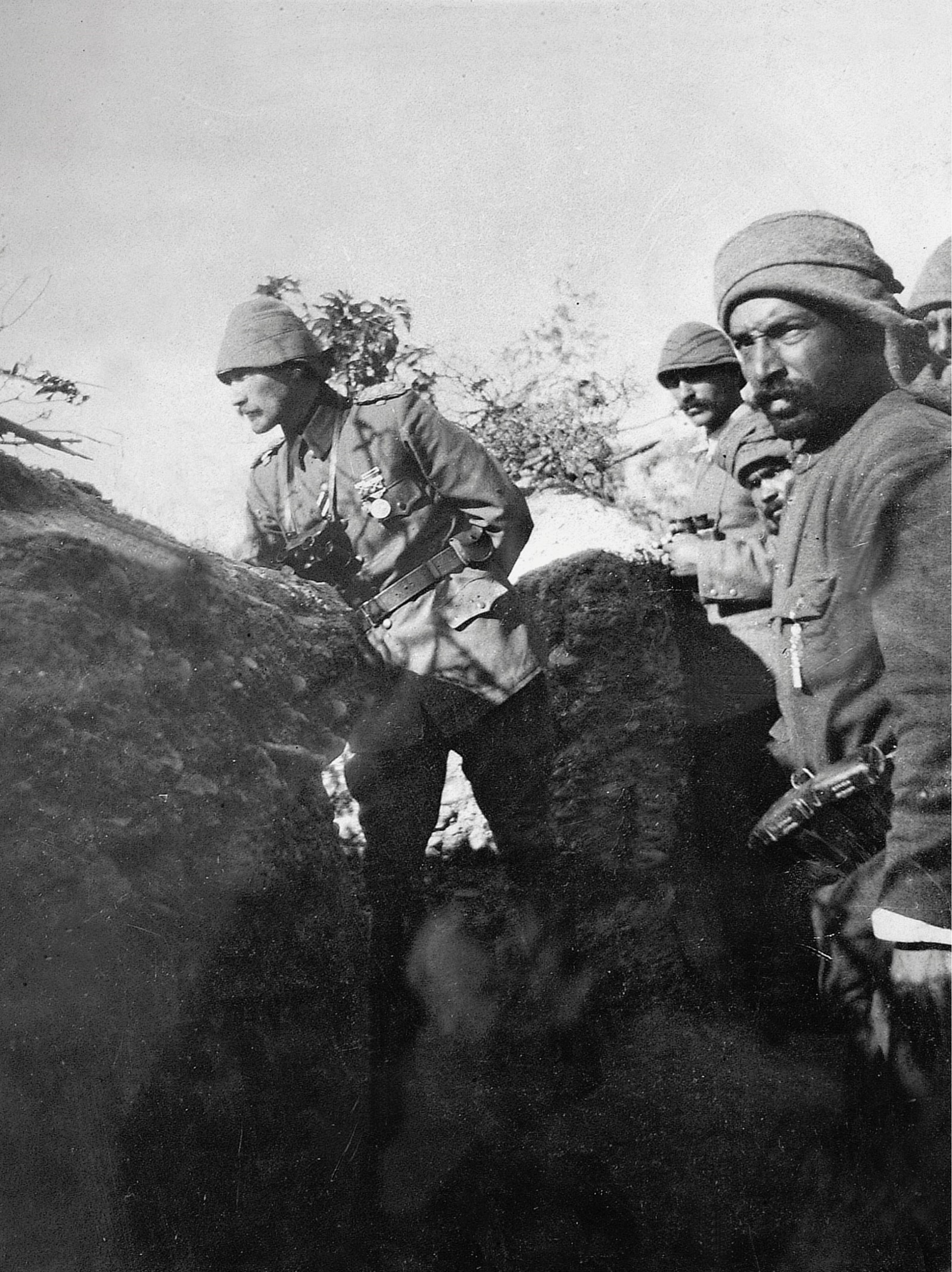
Mustafa Kemal (Atatürk) trong chiến hào tại trận Gallipoli (1915)

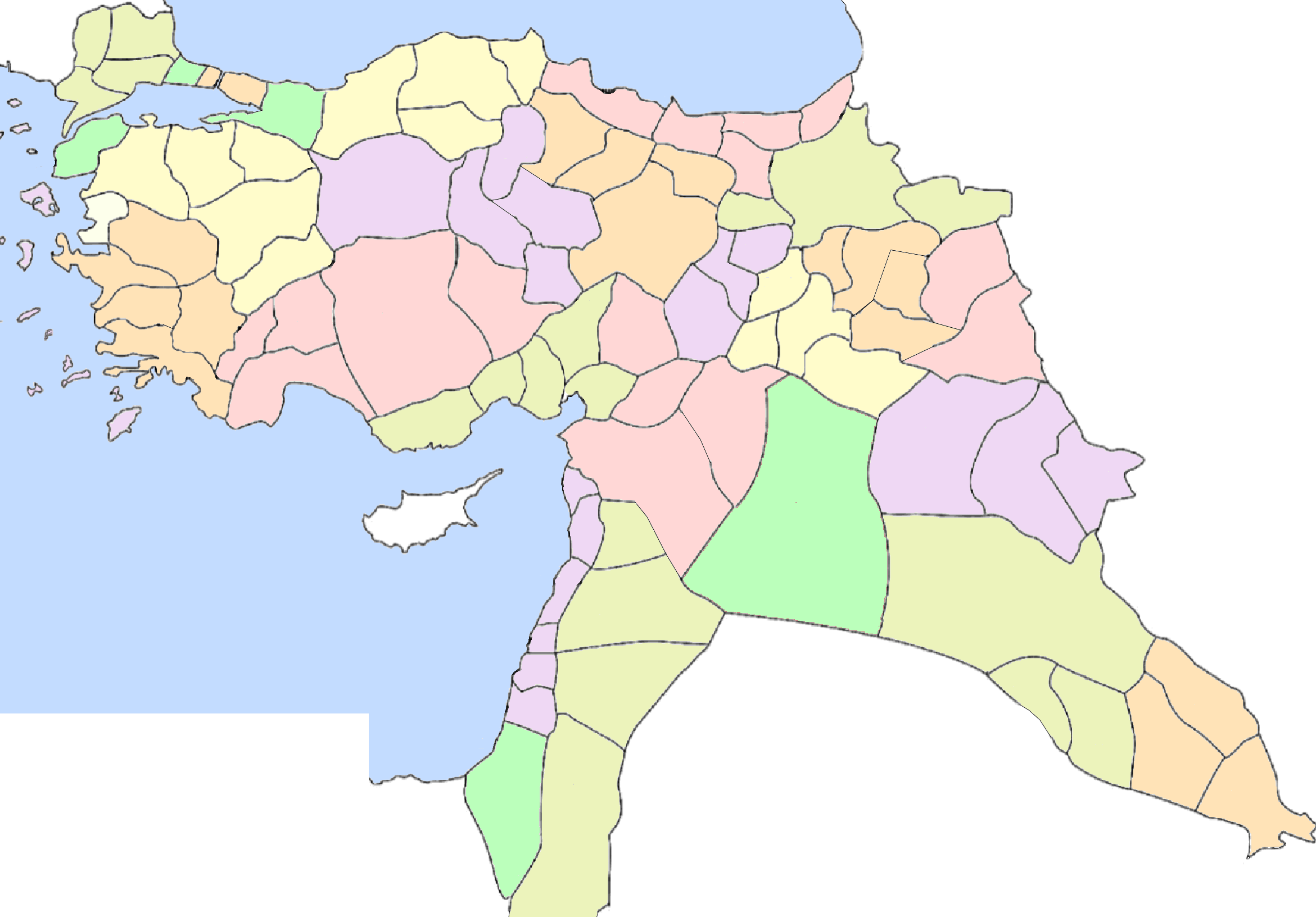
Đế quốc Ottoman vào năm 1916(Các tỉnh và lãnh thổ sau khi cuộc khởi nghĩa Hejaz tách ra phần phía Nam)

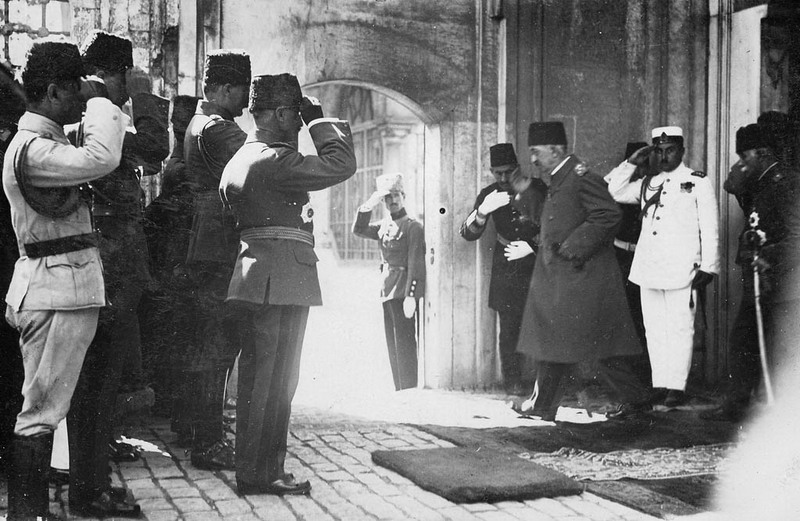
Năm 1922, Sultan Mehmed VI thoái vị

## Lịch sử